# Maximum Overdrive (film)
Maximum Overdrive is een Amerikaanse camp-horrorfilm met zwarte humor uit 1986 geschreven en geregisseerd door Stephen King. Het verhaal is gebaseerd op Kings kortverhaal Trucks uit het boek Night Shift. De film werd geproduceerd en verdeeld door De Laurentiis Entertainment Group. De film kreeg voornamelijk negatieve kritieken van critici. King deed later afstand van de film en verklaarde dat het een "mislukt experiment" was en besloot nooit nog een film zelf te regisseren.

## Synopsis
Op 19 juli 1987 passeert een komeet de Aarde. Door de straling krijgen alle machines op Aarde een kunstmatige intelligentie en beginnen mensen en dieren wereldwijd aan te vallen en uit te moorden.

## Rolverdeling
| Acteur             | Personage            |
| ------------------ | -------------------- |
| Emilio Estevez     | Bill Robinson        |
| Pat Hingle         | Bubba Hendershot     |
| Laura Harrington   | Brett Graham         |
| Yeardley Smith     | Connie               |
| John Short         | Curtis               |
| Ellen McElduff     | Wanda June           |
| Frankie Faison     | Handy                |
| Leon Rippy         | Brad                 |
| Christopher Murney | Camp Loman           |
| J. C. Quinn        | Duncan Keller        |
| Holter Graham      | Deke Keller          |
| Barry Bell         | Steve Gayton         |
| Patrick Miller     | Joey                 |
| J. Don Ferguson    | Andy                 |
| Giancarlo Esposito | speler van videospel |
| Stephen King       | man aan bankautomaat |
| Marla Maples       |                      |
| AC/DC              | cameo                |

## Muziek
De muziek in de film is van het genre hardrock en volledig geschreven en gespeeld door AC/DC. Alle nummers zijn onderdeel van hun album Who Made Who.

## Nominaties
| Wedstrijd                    | Categorie                             | Ontvanger(s)   | Resultaat   | Ref.         |
| ---------------------------- | ------------------------------------- | -------------- | ----------- | ------------ |
| Golden Raspberry Awards 1986 | Worst Actor                           | Emilio Estevez | Genomineerd | [ 8 ]        |
| Golden Raspberry Awards 1986 | Worst Director                        | Stephen King   | Genomineerd | [ 8 ]        |
| Saturn Award                 | Best DVD/Blu-Ray Classic Film Release |                | Genomineerd | [ 9 ] [ 10 ] |
| Fantasporto                  | Best Film                             | Stephen King   | Genomineerd |              |